# Cold Bokkeveld (Meteorit)
Koordinaten: 33° 8′ 0″ S, 19° 23′ 0″ O
Cold Bokkeveld (Afrikaans Koue Bokkeveld) ist ein als kohliger Chondrit klassifizierter Meteorit, der 1838 in den Cape Winelands fiel, etwa 60 Meilen (gut 95 km) nordöstlich von Kapstadt, Südafrikas.

## Fall und Auffindung
Wie von den Zeugen Kieviet und Rattray berichtet, war gegen 9 Uhr vormittags am 12. (später korrigiert zum 13.) Oktober 1838 eine nach Nordosten wandernde Feuerkugel zu sehen, die schließlich unter Detonationen explodierte und mit mehreren Teilen über einem großen Gebiet in der Nähe der Bergregion Cold Bokkeveld zu Boden fiel; der Hauptteil verursachte dabei sogar einen kleinen Krater. Bruchstücke waren beim Auffinden noch so warm, dass man sie nicht in der Hand halten konnte.

## Masse und Zusammensetzung
Die geborgene Gesamtmasse umfasste ca. 5,2 kg einschließlich des Hauptteils mit 2 kg (nach anderen Quellen 3 kg)
Die Fragmente wurden jedoch beim Fall verstreut, daher ist der größte Teil des auf der Erde angekommenen Materials heute verloren, und die Gesamtmasse des auf der Erde angekommenen Materials ist nicht bekannt.
Cold Bokkeveld wurde wie der Murchison- und der Winchcombe-Meteorit als chemisch primitiver Mighei-ähnlicher kohliger Chondrit der Gruppe CM2 klassifiziert;
es ist der viertgrößte von 15 beobachteten CM2-Chondritenfälle (bei insgesamt 632 bestätigten CM2-Meteoriten, Stand 12. Februar 2024).
Dabei ist Cold Bokkeveld sogar der erste beobachtete Fall eines CM2-Meteoriten, noch vor Mighei, nach dem die Klasse später benannt wurde.
Die kohlenstoffhaltigen CM-Chondrite wie Cold Bokkeveld und andere werden aufgrund ihres nahezu solares Verhältnisses von Magnesium (Mg) zu Silizium (Si) und eines ähnlich solaren Sauerstoff-Isotopenverhältnisses charakterisiert.
Dabei zeichnet sich die CM-Untergruppe außerdem durch kleine Chondren und Einschlüsse (Inklusionen) sowie eine reichlich vorhandene feinkörnige Matrix (ca. 70 Volumenprozent) und reichlich hydratisierte Mineralien aus.
Cold Bokkeveld ist somit eine Brekzie, deren Eigenschaften durch Wasser auf dem Ausgangsasteroiden bestimmt wurden.
Der Meteorit enthält komplexe organische Verbindungen, die sich von irdischen organischen Verbindungen mit ähnlichem Molekulargewicht deutlich unterscheiden – ein Anzeichen für ihren außerirdischen Ursprung.
Bereits Friedrich Wöhler extrahierte aus einer Probe des Meteoriten ein Öl „mit starkem bituminösem Geruch“ und vermutete, nachdem er auch den Kaba-Meteoriten untersucht hatte, noch einen biologischen Ursprung.
G. Mueller vom University College in London (UCL) entdeckte in den Jahren 1951–1952 Chemikalien, die Kohlenwasserstoffen ähneln.
Erst später wurde erkannt, dass Kohlenstoffverbindungen im Weltraum durch anorganische Prozesse erzeugt werden können.

## Signifikanz
CM-Chondriten sind aus mehreren Gründen von großem Interesse. So enthalten sie anders als die meisten anderen Meteoriten hydratisierte Minerale, wobei oft nur mit erheblichem Aufwand nachzuweisen ist, dass diese bereits entstanden sind, bevor die Meteoriten auf der Erde landeten und nicht erst nach dem Eintreffen der Meteoriten auf der Erde.
Ein weiterer Grund für die besondere Aufmerksamkeit ist das Vorhandensein komplexer organischer Verbindungen extra-terrestrischen Ursprungs.
Eine neuere Entdeckung ist das Vorkommen von Diamant, Siliciumkarbid und anderen kleinen Kristallen sowie Spuren so genannter präsolarer Gase, die aus den Zeiten vor der Entstehung des Sonnensystems stammen.
Insgesamt gehört Cold Bokkeveld zusammen mit LON 94101 (Lonewolf Nunataks 94101) zu den CM-Meteoriten mit der vielfältigsten Population verschiedener Gesteinsarten.
Asteroiden wie (101955) Bennu und (162173) Ryugu zeigen Reflexionsspektren auf, die mit thermisch metamorphosierten oder geschockten kohligen Chondriten mit Brekziation, zu denen Cold Bokkeveld gehört, übereinstimmen. Aus diesem Grund wurde der Meteorite im Vorfeld der Ergebnisse der Asteroidenmissionen Hayabusa 2 (zu Ryugu) und OSIRIS-REx (zu Bennu) von Zolensky et al. eingehend untersucht. Der Asteroid Bennu könnte selbst Fragment eines einstigen Ozeanplaneten (vgl. Waterworld) sein.

## Aufbewahrung und Versteigerung von Bruchstücken
Teile des Meteoriten befinden sich in der Sammlung des Natural History Museum (NHM), London. Im Jahr 2001 wurde dem Museum vorgeworfen, ein Fragment des Meteoriten verkauft zu haben, um so von der boomenden Nachfrage nach Meteoriten (darunter neben kohligen Chondriten auch Marsmeteoriten) zu profitieren. Die Naturschutzbehörden in Südafrika zeigten sich über den Verkauf schockiert. Eine Sprecherin des NHM betonte, der Verkauf sei ihrem Wissen nach nicht illegal gewesen. Nach südafrikanischem Recht ist der Verkauf von Meteoritenteilen verboten (jedenfalls war es das zum damaligen Zeitpunkt); die South African Heritage Resources Agency (SAHRA) legt diese Gesetze streng aus und geht gegen alle illegalen Verkäufe vor. Dennoch wurden Anfang der 2020er Jahre bei Christie’s mindestens zwei Fragmente des Meteoriten (Größe jeweils 15 × 19 × 12 mm) zur Versteigerung angeboten.

## Bildergalerie
- COLD BOKKEVELD — HISTORIC, SCIENTIFICALLY VALUABLE CM2 METEORITE. Auf: Christie’s, Deep Impact: Martian, Lunar and Other Rare Meteorites, Lot 4, 23. Februar 2021.
- COLD BOKKEVELD — RARE 19TH CENTURY CM2 WITNESSED FALL. Auf: Christie’s, Deep Impact: Martian, Lunar and Other Rare Meteorites, Lot 31, 23. Februar 2022.
- David Darling: Cold Bokkeveld meteorite, 2016. Foto zeigt ein Fragment des NHM (London).